# Пока мы лиц не обрели
«Пока мы лиц не обрели» (англ. Till We Have Faces: A Myth Retold) — фантастический роман английского профессора, писателя и философа Клайва Льюиса в жанре фэнтези 1956 года, пересказывающий и оригинально интерпретирующий древнегреческий миф об Амуре и Психее. Остросюжетный философский роман по определению самого автора. Роман «об искуплении Любовью. И об искуплении Любви» по мнению Ильи Кормильцева, который перевёл это произведение на русский язык.

## Сюжет
Первая часть
Повествование ведётся от лица Оруали — одной из сестёр Психеи. Первая часть романа представлена как мемуары престарелой царицы Глома Оруали, ставящие своею целью обличить несправедливость богов. Оруаль рассказывает о своём детстве, отце — царе Глома, отличавшемся самодурством, недальновидностью и жестокостью, дурной, трусливой и лицемерной сестре Редивали и сестре Психее (дочери короля от второго брака), наделенной такой красотой, что её с детства начали сравнивать с богами, рабе-греке Лисе, наделённом познаниями в области философии и просто здравым умом и трезвым рассудком, учившем царских дочерей и помогавшему царю и его преемнице в государственных делах. Сама Оруаль с детства отличалась внешним уродством, что было предметом постоянных издёвок со стороны отца. Однако при всех этих внешних недостатках с детства в Оруали во многом благодаря Лису были привиты благородные черты характера, которые наложившись на отцовскую импульсивность, со временем породили в ней самоотверженную платоническую любовь к Психее, которой помимо внешней красоты было с детства также присуще благородство. После рождения Психеи отношения Оруали с Редивалью постепенно стали накаляться. В Редивали начали доминировать низменные черты характера: распутство, трусость и коварство. Юная Психея со временем стала восприниматься жителями Глома как носительница божественной сущности. Её стали сравнивать с богами и просить её помощи, чтобы исцелять больных. Некоторым больным её помощь действительно помогала, а другим — нет. Очень быстро настроение толпы переменилось. Психею стали ненавидеть и называть «проклятой богами». Воспользовавшись этим, а также климатическими катаклизмами и государственной нестабильностью в стране Редиваль и служанка Батта стали плести козни вокруг Психеи, посещая храм богини Унгит. Жрецы Унгит и элита Глома, не уведомив царя о своих намерениях, встретились все вместе, чтобы обсудить будущее страны, в которой царили засуха и эпидемии, а также угрожали всё новые враги. Они решили, что от страны отвернулись боги, и что необходима большая человеческая жертва. Когда верховный жрец богини Унгит сообщил царю, что причиной гнева богов является некто из царской семьи, царь тут же предположил измену и попытку государственного переворота. Однако, узнав, что речь идёт о его дочери Психее, он тут же успокоился и без особых колебаний решился на принесение Психеи в жертву Чудищу. Через некоторое время Оруаль, очень тяжело перенёсшая утрату своей сестры, решила посетить вместе с начальником дворцовой стражи Бардией место, на котором жрецы оставили Психею. Там она обнаружила раскрытые кандалы. Никаких следов сестры, за исключением одного драгоценного камня из ритуального одеяния Психеи, там не осталось. Вскоре ей встретилась Психея, сказавшая, что живёт во дворце, а её муж — Бог Горы, о котором она мечтала с детства. Оруаль, видя, что сестра перед ней в лохмотьях и прочее, рассудила, что Психея сошла с ума. Вскоре Оруаль вновь встретилась с Психеей и заставила сестру рассмотреть ночью при свете масляной лампы лицо того, кто мог быть на самом деле разбойником либо Чудищем. Психея, насильственно поклявшись Оруали, позже сделала это. Её муж действительно оказался богом, который разозлившись, проклял Психею и Оруаль. Психею он обрёк на нищету и скитания.
Вторая часть
В последние свои дни Оруаль под влиянием нескольких видений полностью пересматривает всю свою жизнь, свою Любовь. Она понимает, что мудрость Лиса, ранее служивая её духовным фундаментом, не столь всеобъемлюща, а любовь к Психее, симпатия к начальнику дворцовой стражи Бардии были не столь безупречны. Она также случайно узнаёт, что её сестра Редиваль очень одинока и сильно страдала о того, что будущая царица после рождения Психеи потеряла к ней всякий интерес. Оруаль наконец осознает то зло, которое она невольно причинила людям, которых так любила. В своём последнем видении она говорит Психее: «Я никогда не желала тебе истинного добра, никогда не думала о тебе так, чтобы не думать в первую очередь о себе. Я была алчущей бездной». Не успев завершить рукопись, Оруаль умирает.

## Философская и социальная проблематика
На протяжении всего романа большинство действующих лиц предстают с разных сторон. Царь, показанный изначально как жестокий самодур, далее предстаёт как государственный деятель, (по-своему) заботящийся о будущем своей страны. Редиваль впоследствии также уже не воспринимается столь однозначно в качестве совсем уж бездушного исчадия. Оруаль, вначале вызывающая жалость и симпатию, позднее фактически выполняет роль дьявола-искусителя, подталкиваемая своей гордыней, которая в христианстве считается корнем всех пороков и источником враждебности, Оруаль хитростью и шантажом искушает Психею нарушить запрет мужа, тем самым разрушив счастье сестры. О том, что самовлюбленная и ослепленная гордыней Оруаль не любила, а хотела подчинить себе Психею и завидовала ей, говорит само определение любви, которую Льюис дает в "Просто христианстве" - любить означает желать добра. Оруаль не желала Психее добра, она желала добра только себе - хотела властвовать над красавицей-сестрой, присвоить себе её красоту, ибо именно власть доставляет гордости особое удовольствие. "Я никогда не желала тебе истинного добра - говорит Оруаль-Унгит Психее, -  никогда не думала о тебе так, чтобы не думать в первую очередь о себе. Я была алчущей бездной". Ничто не дает человеку такого чувства превосходства, как возможность играть другими людьми будто оловянными солдатиками. Оруаль сама себя изобличает в "жалобе" на богов: "Мы хотим жить собственной волей. Я жила собственной волей, а Психея жила моей, и никто, кроме меня, не имел на неё права. Конечно, вы скажете, что дали ей радость и счастье, подобных которым я не смогла бы ей дать, и посему я должна радоваться вместе с ней. С чего бы? Почему мне должно быть дело до какого-то нового, ужасного счастья, которое не я ей дала и которое разлучило нас? Неужто вы думаете, что я хочу, чтобы она была счастлива любым счастьем? Да лучше бы Чудище разорвало её в клочья у меня на глазах!.. Свою собаку я смогу прокормить сама, ей не нужно лакомств с вашего стола. Вы что, не помните, чья это была девчонка? Моя. Моя!". Гордости присущ дух соперничества. Вот почему её невозможно удовлетворить. Гордость всегда означает враждебность - она и есть сама враждебность. И не только враждебность человека к человеку, но и человека к Богу. Многим людям удается преодолеть трусость, приверженность к дурным страстям или исправить скверный характер, убеждая себя, что пороки эти ниже их достоинства; они достигают победы, разжигая в себе гордость. И, глядя на это, дьявол смеется. Его вполне устраивает, что вы становитесь целомудренными, храбрыми, владеющими собой, если при этом ему удается подчинить вашу душу диктату гордости, — точно так же он бы не возражал, чтобы вы излечились от озноба, если взамен ему позволено передать вам рак. Ведь гордость — это духовный рак: она пожирает самую возможность любви, удовлетворения и даже здравого смысла. В конце Оруаль предстает как безликая Унгит - пожирающая людей.
В одном из своих видений Оруаль сама это  осознает: "Это я была Унгит. Это раскисшее лицо в зеркале было моим. Я была новой Баттой, всепожирающей, но бесплодной утробой. Глом был моей паутиной, а я - старой вздувшейся паучихой, объевшейся людскими жизнями". Тот же самый образ голода, часто ошибочно принимаемого за любовь, и паука использует Льюис в предисловии к "Письмам Баламута" при описании бесов: "Здесь, на Земле, это нередко называют «любовью»... мы видели, как стремятся некоторые пожрать, переварить другого; сделать так, чтобы он думал их мыслями, чувствовал их чувствами, ненавидел их ненавистью, досадовал их досадой, а они тешили через него своё себялюбие. Я придумал, что в аду это называют голодом. Только там голод сильнее, насыщение — полнее. Тело не мешает, и более сильный бес (он — дух) может просто всосать, вобрать другого, а потом подпитываться порабощенным собратом. Вот для чего (придумал я) нужны им человеческие души и другие бесы. Вот почему сатана хотел бы заполучить всех детей Евы и все воинства небесные. Он мечтает о дне и часе, когда поглотит все и сказать «я» можно будет только через него. Этот мерзкий паук — его извод, его версия той безграничной щедрости, с какой Бог обращает орудия в слуг, а слуг — в сынов, чтобы они смогли в конце концов соединиться с Ним в совершенной любви, ибо Он дал им свободу быть личностью".
Смысл романа можно выразить в своеобразном диалоге главной героини с самой собой: одна строчка из начала романа, вторая — из конца: «Что ж это за бог — говорит она, — который не решается показать своё лицо?.. Прекрасные не скрывают лиц. И я поняла, — говорит Оруаль, — почему боги с нами не говорят, и не нам ответить на их вопросы… Я отлично знаю, почему боги не говорят с нами открыто, и не нам ответить на их вопросы. Пока мы не научились говорить, почему они должны слушать наш бессмысленный лепет? Пока мы не обрели лиц, как они могут встретиться с нами лицом к лицу?». Пока "безобразная", т.е. безликая Оруаль, скрывавшая лицо под маской, сама не обрела лица - отказавшись от себя, бесформенной Унгит, умертвив животные страсти и гордыню, мешавшие проявиться личности, чтобы принять красоту от Бога, став Психеей, Бог не мог с ней говорить - с её стороны не было субъекта разговора. Когда же Оруаль обрела своё лицо - став прекрасной, как Психея, но все же другой, доступен ей стал и ответ. «Теперь я знаю, Господи, почему Ты не отвечаешь. Потому что Ты сам - ответ. Перед ликом Твоим умирают вопросы». Ответ этот подобен тому, который получил Иов, увидевший Господа.

## Интересные факты
Существует заблуждение, что Льюис писал этот роман, когда его жена была уже больна раком и читал ей написанные главы. На самом деле это не так. Роман был написан ещё до её болезни.